# Lagoa Vermelha
Lagoa Vermelha egy község (município) Brazíliában, Rio Grande do Sul államban. 2022-ben becsült népessége 27 659 fő volt. Az állam és egyben Brazília egyik fő bútorgyártója.

## Története
Területén természeti népek éltek, az első európaiak a 18. században érkező spanyol jezsuita misszionárusok voltak, akik szarvasmarhát kezdtek tenyészteni a környéken, hogy ellássák az ún. Sete Povos das Missões redukcióit. A 18. század közepén kisebb települések alakultak ki, azonban az indiánok támadásai miatt a telepesek elköltöztek, később pedig a portugál bandeirantek elűzték a misszionárusokat, így a hely nagyrészt elnéptelenedett. 1844-ben a Pelotas és az Antas folyók közötti vízválasztón elhelyezkedő kis házcsoport mellett Szent Pálnak szentelt kápolnát építettek, és ez lett a későbbi Lagoa Vermelha városa. A lakosok kezdetben állattenyésztéssel foglalkoztak, majd az olasz telepesek fakitermelésbe kezdtek, a virágzó faipar miatt pedig Lagoa Vermelhát „a fenyő fővárosának” nevezték. Később angolok, arabok, németek, lengyelek, franciák, spanyolok és mások is érkeztek.
Lagoa Vermelha kezdetben Santo Antônio da Patrulha része volt, majd 1850-ben az abból kiváló Vacaria kerülete lett. Egy 1876-os törvény megfordította ezt a sorrendet, Lagoa Vermelhát önkormányzattá emelte, és Vacariát alája osztotta be. A vacariaiak fellázadtak, és elérték, hogy 1878-ben ismét megforduljon a sorrend (Vacaria községi rangot kapott, Lagoa Vermelha pedig ennek kerülete lett). Lagoa Vermelha végül 1881-ben önállósodott, és 1883-ban vált független községgé.
Az 1893-ban kitört föderalista forradalom nem kerülte el a községet. A föderalista lázadók behatoltak az államba, Lagoa Vermelha városa felé pedig 1893. márciusában egy 6000 lovasból álló hadoszlop menetelt Gumercindo Saraiva vezetésével. A város 300 gyalogost tudott kiállítani, akik a Mato Português hegység közelében sikertelenül próbálták feltartóztatni a hadoszlopot, Saraiva pedig végül elfoglalta a várost. Novemberben Lagoa Vermelha újabb harcok színtere volt, a Vacariából érkező erősítés azonban legyőzte a lázadókat. 1923-ban ismét polgárháború dúlt az államban, az Assis Brasilt pártoló forradalmárok pedig elfoglalták és kifosztották a várost.

## Leírása
Székhelye Lagoa Vermelha, további kerületei André da Rocha, Caseiros, Clemente Argolo, Chimarrão, Tupinambá, Santa Luzia. A községközpont 805 méter magasságban fekszik, 200 kilométerre északra Porto Alegretől. Területe dombos fennsík, ahol mezőgazdasági kultúrák és szántóföldek dominálnak. Átszeli a Coxilha Grande folyó. A községközpont közelében egy tó található, amelynek agyagos medre vöröses színt kölcsönöz a vizének, és innen ered a város és a község neve (Lagoa Vermelha = vörös tó). Magassága miatt éghajlata mérsékelt égövi; az évi átlaghőmérséklet 15,9 °C, a csapadékmennyiség 1589 mm. A fagyok télen gyakoriak, és általában májustól augusztusig tartanak.
A község gazdasága a mezőgazdaságra és a bútoriparra összpontosul. Lagoa Vermelha Rio Grande do Sul és Brazília egyik fő bútorgyártója.